# Єлизавета Софія Марія Шлезвіг-Гольштейн-Зондербург-Норбурзька
Єлизавета Софія Марія Шлезвіг-Гольштейн-Зондербург-Норбурзька (дан. Elisabeth Sophie Marie af Slesvig-Holsten-Sønderborg-Nordborg, 12 вересня 1683 — 3 квітня 1767) — данська принцеса з Ольденбурзького дому, донька принца Шлезвіг-Гольштейн-Зондербург-Норбурзького Рудольфа Фрідріха та графині Бібіани фон Промніц, дружина спадкоємного принца Пльонського Адольфа Августа, згодом — третя дружина герцога Брауншвейг-Люнебургу князя Брауншвейг-Вольфенбюттелю Августа Вільгельма. Регентка Шлезвіг-Гольштейн-Зондербург-Пльону у 1704—1706 роках.
Бібліофілка, колекціонерка, авторка творів на релігійну тематику. Протегувала теологу Йоганну Лоренцу фон Мосгайму.

## Біографія
Народилась 12 вересня 1683 року у Вольфенбюттелі. Була третьою дитиною та другою дитиною в родині принца Шлезвіг-Гольштейн-Зондербург-Норбурзького Рудольфа Фрідріха та його дружини Бібіани фон Промніц. Мала молодшого брата Ернста Леопольда. Старші брат і сестра померли немовлятами до її народження.
Її дядько Ганс Бугіслав до 1669 року володів Шлезвіг-Гольштейн-Зондербург-Норбургом, після чого землі відійшли данській короні. Батько, узявши за дружиною значні маєтки в Силезії, провів там решту життя. Єлизавета Софія Марія втратила матір у віці близько 2 років, а у 15 — залишилась круглою сиротою. Після смерті батька виховувалась при дворі опікунів, Рудольфа Августа й Антона Ульріха Брауншвейг-Вольфенбюттельських. Останній був одруженим з її тіткою Єлизаветою Юліаною.

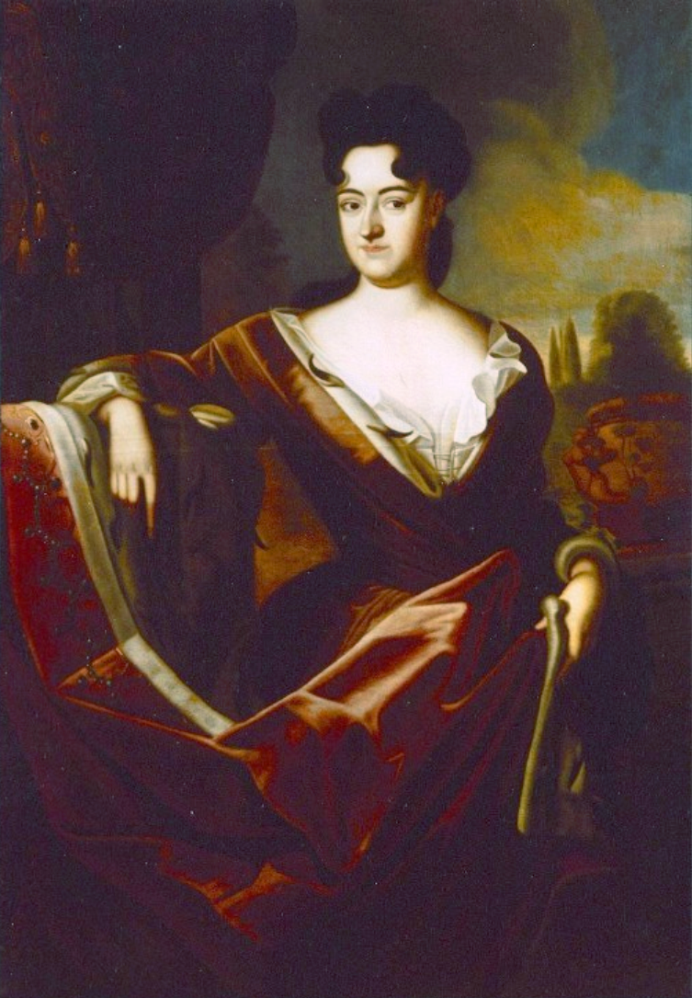
Портрет пензля невідомого майстра

У 18 років стала дружиною 21-річного спадкоємного принца Шлезвіг-Гольштейн-Зондербург-Пльонського Адольфа Августа. Весілля відбулося 8 жовтня 1701 року у Вольфенбюттелі. У подружжя народився єдиний син. Адольф Август загинув через нещасний випадок у червні 1704 року. Єлизавета Софія Марія відала державними справами під час короткого володарювання їхнього малолітнього сина. Кілька років провела у скрутному фінансовому становищі.
На свій 27-й День народження взяла другий шлюб із 48-річним брауншвейзьким спадкоємним принцом Августом Вільгельмом, який доводився їй кузеном. Весілля пройшло 12 вересня 1710 в Аренсбеку. Наречений був двічі удівцем, відомим гомосексуалом. Від шлюбів з Крістіною Софією Брауншвейг-Вольфенбюттельською та Софією Амалією Гольштейн-Готторпською дітей не мав. Спільних нащадків у подружжя не з'явилося.

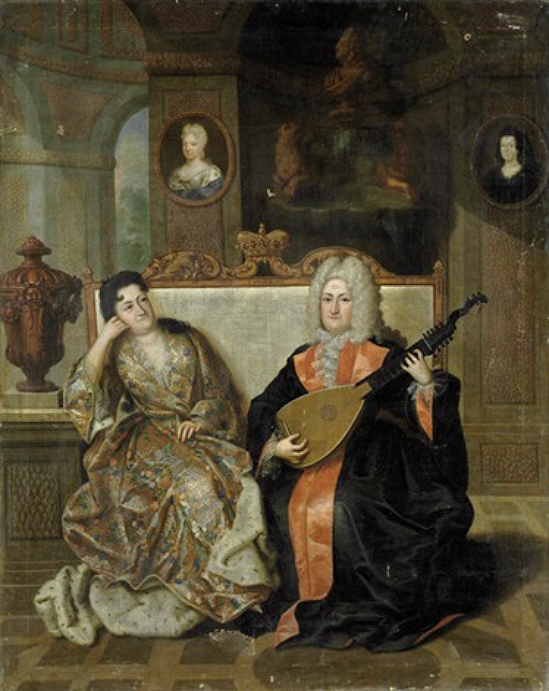
Із Августом Вільгельмом

У березні 1714 року її чоловік став герцогом Брауншвейг-Люнебургу князем Брауншвейг-Вольфенбюттелю. 
Від 1712 року резиденцією Єлизавети Софії Марії слугував замок Вехельде неподалік Брауншвейгу, який був розширений і добудований. Для неї була також зведена замкова каплиця. У 1716 році герцогиня придбала маєток Гассельгоф, де створила палац задоволень, названий замок Фюрстенау. У 1724 році Август Вільгельм подарував дружині ділянку в окрузі Вендебург, де вона звела ще один палацовий комплекс — Софієнтський палац. Село Софієнталь, назване на її честь, розвинулося з комплексу. Замок був знесений близько 1769 року. Зі своїх маєтків герцогиня мала незалежний дохід.
У березні 1731 року Август Вільгельм помер. Після його смерті герцогиня мешкала у своїй удовиній резиденції в Брауншвейзі. У 1742 році продала замки Вехельде, Фюрстенау та Софієнталь новому правителю Вольфенбюттелю — Карлу I, однак залишила за собою права проживання та користування ними. В той же час почала збирати видання Біблії, які зберігала у Брауншвейзькій резиденції. Окрім іншого, купувала їх на аукціонах в Ульмі, Гаазі, Берліні та Лейпцигу. 1743 року придбала велику колекцію гамбуржця Пальма. Сама виступала як авторка релігійних творів. Її змальовували не лише як рішучу, а й як войовничу лютеранку. Активно опікувалася і підтримувала богословів і новонавернених. 
На прохання герцогині, придворний капелан Георг Людольф Отто Кнох створив перший каталог її колекції книжок. У вересні 1764 року Єлизавета Софія Марія мала бібліотеку, що налічувала близько 4900 томів, 1161 з яких були Біблії. 1765 року наказала перевезти свою колекцію з Брауншвейгу до Вольфенбюттелю, де та була об'єднана з біблійною колекцією герцога Августа Старшого.
Померла герцогиня 3 квітня 1767 року у Брауншвейзі. Була похована у крипті церкви Святої Марії у Вольфенбюттелі.

## Родина
Чоловік — Адольф Август, принц Шлезвіг-Гольштейн-Зондербург-Пльонський
Діти:
- Леопольд Август (1702—1706) — герцог Шлезвіг-Гольштейн-Зондербург-Пльонський у 1704—1706 роках, прожив 4 роки.

Чоловік — Август Вільгельм, герцог Брауншвейг-Люнебурзький, князь Брауншвейг-Вольфенбюттельський.
Дітей не було

## Твори
- Kurzer Auszug etlicher zwischen den Katholiken und Lutheranern streitigen Glaubenslehren, aus des Concilii zu Trient, und der Göttlichen Schrift eigenen Worten, wie auch der hierbeigefügten Päbstlichen Glaubens-Bekänntnis und Religions-Eide treulich gefasset, und zum nöthigen Unterricht, was jeder Theil glaubt und glauben soll, an’s Licht gestellt. Wolfenbüttel 1714.
- Eine deutlichere Erklärung der Glaubenslehren, so in den 12 Briefen des Jesuiten Seedorf’s enthalten, nach dem Glaubensbekenntnis, welches die Protestanten in Ungarn bei ihrem Uebertritte zur römischen Kirche schwören müssen. Braunschweig 1750.